# Bleecker Street
Bleecker Street – stacja metra nowojorskiego, na linii 4 i 6. Znajduje się w dzielnicy Manhattan, w Nowym Jorku i zlokalizowana jest pomiędzy stacjami Astor Place i Spring Street. Została otwarta 27 października 1904.